# Andersflon
Andersflon är ett naturreservat i Krokoms kommun i Jämtlands län.
Området är naturskyddat sedan 2013 och är 200 hektar stort. Reservatet omfattar tre myrar sydost om Näldsjön, norr om Krokom. I reservatet finns även  tall, gran och lövträd.